# Mistrzostwa Ameryki Środkowej i Karaibów w Lekkoatletyce 1977
6. Mistrzostwa Ameryki Środkowej i Karaibów w Lekkoatletyce – zawody lekkoatletyczne, które odbyły się w dniach 5-7 sierpnia 1977 w Xalapa-Enríquez.

## Rezultaty

### Mężczyźni
| Konkurencja                   | 1. miejsce                                                            | Wynik   | 2. miejsce                                                                         | Wynik   | 3. miejsce                                                                 | Wynik   |
| ----------------------------- | --------------------------------------------------------------------- | ------- | ---------------------------------------------------------------------------------- | ------- | -------------------------------------------------------------------------- | ------- |
| Bieg na 100 m                 | Hasely Crawford                                                       | 10,38   | Silvio Leonard                                                                     | 10,43   | Osvaldo Lara                                                               | 10,63   |
| Bieg na 200 m                 | Silvio Leonard                                                        | 20,70   | Osvaldo Lara                                                                       | 21,13   | Rudy Levarity                                                              | 21,43   |
| Bieg na 400 m                 | Seymour Newman                                                        | 45,66   | Alberto Juantorena                                                                 | 45,67   | Charles Joseph                                                             | 46,27   |
| Bieg na 800 m                 | Seymour Newman                                                        | 1:46,13 | Jorge Ortíz                                                                        | 1:48,67 | Eduardo Castro                                                             | 1:49,53 |
| Bieg na 1500 m                | Luis Medina                                                           | 3:46,71 | Eduardo Castro                                                                     | 3:48,47 | Osmán Escobar                                                              | 3:53,10 |
| Bieg na 5000 m                | Rodolfo Gómez                                                         | 14:04,9 | Domingo Tibaduiza                                                                  | 14:05,0 | Victoriano López                                                           | 14:09,8 |
| Bieg na 10 000 m              | Domingo Tibaduiza                                                     | 30:17,4 | Rodolfo Gómez                                                                      | 30:17,5 | Rafael Pérez                                                               | 30:23,0 |
| Półmaraton                    | Rafael Pérez                                                          | 1:06:32 | Mario Cuevas                                                                       | 1:07:07 | Aldo Allen                                                                 | 1:07:43 |
| Bieg na 3000 m z przeszkodami | Carlos Martínez                                                       | 8:51,0  | José Cobo                                                                          | 9:01,1  | Lucirio Garrido                                                            | 9:03,1  |
| Bieg na 110 m przez płotki    | Alejandro Casañas                                                     | 13,55   | Dionisio Vera                                                                      | 14,32   | José Cartas                                                                | 14,48   |
| Bieg na 400 m przez płotki    | Dámaso Alfonso                                                        | 51,77   | Frank Montiéh                                                                      | 51,81   | Enrique Aguirre                                                            | 52,30   |
| Sztafeta 4 × 100 m            | Kuba Alejandro Casañas · Osvaldo Lara · Silvio Leonard · Juan Morales | 39,86   | Trynidad i Tobago Hasely Crawford · Charles Joseph · Edwin Noel · Ephraim Serrette | 40,16   | Wenezuela Humberto Galea · José Chacín · Victor Escobar · Hipolito Ovalles | 40,71   |
| Sztafeta 4 × 400 m            | Kuba Frank Montiéh · Juan Morales · Luis Delgado · Alberto Juantorena | 3:09,24 | Wenezuela Hipólito Brown · Eric Phillips · Osman Escobar · José Moisés Zambrano    | 3:10,39 | Portoryko Jorge Ortíz · Jesús Cabrera · José Santiago · Istvan de Jesús    | 3:11,78 |
| Chód na 20 km                 | Daniel Bautista                                                       | 1:29:34 | Enrique Vera                                                                       | 1:34:48 | Rigoberto Medina                                                           | 1:40:04 |
| Skok wzwyż                    | Richard Spencer                                                       | 2,15    | Clark Godwin                                                                       | 2,07    | Cristóbal de León                                                          | 2,03    |
| Skok o tyczce                 | Roberto Moré                                                          | 4,93    | Elberto Pratt                                                                      | 4,75    | Luis Mascorro                                                              | 4,60    |
| Skok w dal                    | David Giralt                                                          | 7,96    | Salomón Rowe                                                                       | 7,79    | Steve Hanna                                                                | 7,68    |
| Trójskok                      | Carmelo Martínez                                                      | 16,22   | Alejandro Herrera                                                                  | 15,66   | Peter Pratt                                                                | 15,42   |
| Pchnięcie kulą                | Julián Mejías                                                         | 17,50   | Pablo Lamothe                                                                      | 16,46   | Hubert Maingot                                                             | 15,72   |
| Rzut dyskiem                  | Julián Morrinson                                                      | 60,82   | Luis Delís                                                                         | 59,02   | Bradley Cooper                                                             | 54,08   |
| Rzut młotem                   | Ángel Cabrera                                                         | 66,74   | Guillermo Orozco                                                                   | 63,56   | Alfonso Rodríguez                                                          | 53,60   |
| Rzut oszczepem                | Juan Jarvis                                                           | 77,54   | Reinaldo Patterson                                                                 | 74,82   | Robert Moulder                                                             | 71,83   |
| Dziesięciobój                 | Rigoberto Salazar                                                     | 7207    | José Montezuma                                                                     | 6791    | Doel Bonilla                                                               | 6508    |

### Kobiety
| Konkurencja                | 1. miejsce                                                             | Wynik    | 2. miejsce                                                                     | Wynik    | 3. miejsce                                                                     | Wynik    |
| -------------------------- | ---------------------------------------------------------------------- | -------- | ------------------------------------------------------------------------------ | -------- | ------------------------------------------------------------------------------ | -------- |
| Bieg na 100 m              | Silvia Chivás                                                          | 11,53    | Leleith Hodges                                                                 | 11,71    | Isabel Taylor                                                                  | 11,82    |
| Bieg na 200 m              | Silvia Chivás                                                          | 23,82    | Jacqueline Pusey                                                               | 23,82    | Freida Davy                                                                    | 24,05    |
| Bieg na 400 m              | Beatriz Castillo                                                       | 52,76    | Helen Blake                                                                    | 52,88    | Aurelia Pentón                                                                 | 53,05    |
| Bieg na 800 m              | Charlotte Bradley                                                      | 2:07,46  | Helen Blake                                                                    | 2:08,87  | Aurelia Pentón                                                                 | 2:09,13  |
| Bieg na 1500 m             | Charlotte Bradley                                                      | 4:29,65  | Melquises Fonseca                                                              | 4:42,06  | Thelma Zúñiga                                                                  | 4:45,78  |
| Bieg na 3000 m             | Charlotte Bradley                                                      | 10:00,61 | Melquises Fonseca                                                              | 10:13,73 | Susana Herrera                                                                 | 10:27,74 |
| Bieg na 100 m przez płotki | Grisel Machado                                                         | 14,30    | Carmen Zamora                                                                  | 14,58    | Vilma París                                                                    | 14,81    |
| Sztafeta 4 × 100 m         | Kuba Asunción Acosta · Silvia Chivás · Isabel Taylor · Marta Zulueta   | 45,51    | Portoryko Margaret de Jesús · Nilsa Paris · Vilma París · Nerva Bultron        | 46,93    | Trynidad i Tobago Janice Bernard · June Smith · Esther Hope · Rebecca Roberts  | 47,20    |
| Sztafeta 4 × 400 m         | Kuba Nery McKeen · Asunción Acosta · Beatriz Castillo · Aurelia Pentón | 3:37,50  | Jamajka Helen Blake · Jacqueline Pusey · Verone Webber · Ruth Williams-Simpson | 3:42,38  | Portoryko Madeline de Jesús · Margaret de Jesús · Vilma París · Georgina López | 3:48,57  |
| Skok wzwyż                 | Ángela Carbonell                                                       | 1,75     | Reina Mateu                                                                    | 1,65     | Monica Johnson                                                                 | 1,60     |
| Skok w dal                 | Dora Thompson                                                          | 6,14     | Shonel Ferguson                                                                | 5,95     | Nancy Núñez                                                                    | 5,91     |
| Pchnięcie kulą             | Caridad Romero                                                         | 13,94    | Marcelina Rodríguez                                                            | 13,88    | Patricia Andrus                                                                | 12,60    |
| Rzut dyskiem               | Caridad Romero                                                         | 49,58    | Salvadora Vargas                                                               | 48,92    | María Gómez                                                                    | 40,22    |
| Rzut oszczepem             | María Beltrán                                                          | 53,86    | Guadalupe López                                                                | 48,56    | Sonia Smith                                                                    | 46,72    |
| Pięciobój                  | Elida Aveillé                                                          | 3313     | Marisela Peralta                                                               | 3303     | Evelyn Abreu                                                                   | 3289     |

## Klasyfikacja medalowa
*   Gospodarz ( Meksyk)
| Miejsce | Reprezentacja     | Złoto | Srebro | Brąz | Razem |
| ------- | ----------------- | ----- | ------ | ---- | ----- |
| 1       | Kuba              | 27    | 17     | 7    | 51    |
| 2       | Meksyk*           | 6     | 6      | 7    | 19    |
| 3       | Jamajka           | 2     | 5      | 0    | 7     |
| 4       | Trynidad i Tobago | 1     | 1      | 3    | 5     |
| 5       | Kolumbia          | 1     | 1      | 0    | 2     |
| 6       | Kostaryka         | 1     | 0      | 2    | 3     |
| 7       | Wenezuela         | 0     | 2      | 5    | 7     |
| 8       | Portoryko         | 0     | 2      | 4    | 6     |
| 9       | Bahamy            | 0     | 1      | 4    | 5     |
| 10      | Bermudy           | 0     | 1      | 3    | 4     |
| 11      | Gwatemala         | 0     | 1      | 1    | 2     |
| 11      | Dominikana        | 0     | 1      | 1    | 2     |
| 13      | Barbados          | 0     | 0      | 1    | 1     |
| Razem   | Razem             | 38    | 38     | 38   | 114   |